# الیکایی خاکستری‌فام
الیکایی خاکستری‌فام (نام علمی: Odontorchilus branickii) نام یک گونه از سرده نوک‌دندان‌ها است.